# Cryptospora sowerbyi
Cryptospora sowerbyi är en svampart som först beskrevs av Miles Joseph Berkeley, och fick sitt nu gällande namn av Pier Andrea Saccardo 1891. Cryptospora sowerbyi ingår i släktet Cryptospora och familjen Gnomoniaceae.   Inga underarter finns listade i Catalogue of Life.